# Frente de Liberación de Mozambique
El Frente de Liberación de Mozambique (en portugués: Frente de Libertação de Moçambique) conocido mayormente por su acrónimo FRELIMO, es un partido político mozambiqueño, gobernante del país desde su independencia en 1975. Fue fundado por Eduardo Mondlane en 1962 como un movimiento nacionalista que abogaba por la independencia de la colonia portuguesa de Mozambique. Desde su fundación, encabezó una sublevación contra el régimen autoritario del Estado Novo, gobernante de Portugal desde 1926, dando inicio a una guerra de guerrillas que duró hasta la caída de la dictadura en 1974, por medio de la Revolución de los Claveles. Luego de esto, el nuevo gobierno portugués negoció con los movimientos independentistas en sus colonias, incluyendo el FRELIMO, y concedió la independencia a Mozambique el 25 de junio de 1975.
Tras la independencia, el FRELIMO se declaró un partido marxista-leninista y fundó la República Popular de Mozambique, un estado socialista con el FRELIMO como único partido legal. El líder del FRELIMO, Samora Machel, fue presidente del país desde 1975 hasta su muerte en 1986, siendo sucedido por Joaquim Chissano. A partir de mayo de 1977, el régimen del FRELIMO debió enfrentar una insurgencia anticomunista por parte de la Resistencia Nacional Mozambiqueña (RENAMO), un grupo rebelde armado financiado por los regímenes racistas de Sudáfrica y Rodesia. La guerra civil resultante duró casi quince años, dando como resultado más de un millón de muertos y cinco millones de desplazados. El conflicto finalizó al término de la Guerra Fría, que llevó al FRELIMO a abandonar el marxismo como ideología oficial, transformarse en un partido de carácter socialdemócrata y acceder a instaurar el multipartidismo en Mozambique.
Después de esto, el FRELIMO ha triunfado en todas las elecciones libres desde 1994 en adelante y continúa gobernando Mozambique, con las sucesivas presidencias de Joaquim Chissano (1986-2005), Armando Guebuza (2005-2015) y Filipe Nyussi (desde 2015 y reelecto en 2019). La RENAMO ha sido el principal partido de la oposición, liderada por Afonso Dhlakama, que ha sido el segundo candidato más votado en todas las elecciones desde entonces, no reconociendo ninguna de sus derrotas ante el FRELIMO, y amenazando constantemente con retornar a la RENAMO a la actividad armada.
A partir de 2014, continúa siendo la principal fuerza política mozambiqueña, con una mayoría absoluta de 144 de los 250 escaños de la Asamblea de la República, y mayoría en cinco de las diez legislaturas provinciales, así como la alcaldía de la ciudad capital, Maputo, que mantiene a su vez un estatus provincial aparte.

## Resultados electorales

### Elecciones presidenciales
|  | 53.30 % |

|  | 52.29 % |

|  | 63.74 % |

|  | 75.01 % |

|  | 57.03 % |

|  | 73.46 % |

|  | 65.17 % |

### Elecciones parlamentarias
|  | 100.00 % |

|  | 100.00 % |

|  | 44.33 % |

|  | 48.34 % |

|  | 62.03 % |

|  | 74.66 % |

|  | 55.93 % |

|  | 71.28 % |

|  | 71.04 % |

### Elecciones municipales
|  | 85.90 % |

|  | 68.01 % |

|  | 75.89 % |

|  | 60.15 % |

|  | 51.78 % |